# クロッカス・シティ・ホール
座標: 北緯55度49分33秒 東経37度23分25秒 / 北緯55.82583度 東経37.39019度
クロッカス・シティ・ホール  (ロシア語: Крокус Сити Холл) は、モスクワ州クラスノゴルスキー地区（モスクワ環状道路北西、クラスノゴルスク近郊）に位置するコンサート・ホール。
コンサート・ホールはクロッカス・シティ・コンプレックス（クロッカス・シティ・モール、クロッカス・エキスポ、ホテル、レストラン）の一部である。最寄りの地下鉄の駅は、モスクワ州初の地下鉄駅で、モスクワ州で最初に民間企業によって開業した駅であるミャキニノ駅。建物はロシア系アゼルバイジャン人歌手のムスリム・マゴマエフを記念して建てられ、資産家のアラス・アガラロフが所有している。ホールの席数は7,500席と、世界最大である。
ミス・ユニバース2013が11月9日に開催された。
2024年3月22日にモスクワ郊外コンサート会場銃乱射事件が当地で発生し、コンサートの開演を待っていた多くの観客が死亡し、建物自体も2回の爆発などにより屋根が崩落する被害があった。

## 主な公演者
| - ララ・ファビアン - ジョシュ・グローバン - ジェニファー・ロペス - デミ・ロヴァート - スティング - エルトン・ジョン - エンゲルベルト・フンパーディンク - ロバート・プラント - トーリ・エイモス - ラナ・デル・レイ - ヴァネッサ・メイ - ジョナス・ブラザーズ | - バックストリート・ボーイズ - シャーデー - リンゴ・スター&ヒズ・オールスター・ バンド - ジャミロクワイ - スコーピオンズ - マルーン5 - ガービッジ - ロクセット - YOSHIKI - ニューシャ | - レフ・レシチェンコ - ジーマ・ビラーン - セルゲイ・ラザレフ - アレキサンダー・グラドスキー - ヴァレーリヤ - グリゴリー・レプス - ワレリー・メラゼ - アレクサンドル・セローフ - タンジェリン・ドリーム - パニック!アット・ザ・ディスコ - エミン・アガラロフ - スティーヴン・タイラー - ニコライ・ノスコフ |